# Долна Гращица
Долна Гращица е село в Западна България. То се намира в община Кюстендил, област Кюстендил.

## География
Селото се намира в Кюстендилската котловина, източно от гр. Кюстендил, по левия бряг на река Струма.
Землището на селото е предимно равнинно с малки възвишения в североизточната му част. В близкото минало е известно с първокласните си черешови и ябълкови градини, но напоследъка те остаряват, а нови не се създават.
Климат: умерен, преходно континентален.
През годините селото принадлежи към следните административно-териториални единици: Община Горна Гращица (1949-1958), община Коняво (1958-1959), община Горна Гращица (1959-1978), община Кюстендил (от 1978 г.). 

## Население
| Година    | 1880 | 1900 | 1920 | 1926 | 1934 | 1946 | 1956 | 1965 | 1975 | 1984 | 2009 | 2024 |
| Население | 245  | 185  | 293  | 303  | 300  | 331  | 316  | 308  | 266  | 197  | 106  | 52   |

## История
Няма запазени писмени данни за времето на възникване на селото. Останките от римско селище свидетелстват, че района е населяван от дълбока древност. През римската епоха през селището е минавал пътят от Пауталия за Сердика. На река Струма е имало мост, от който са запазени останки от основите.
Селото се споменава в турски данъчен регистър от 1576 г.
През 1893 г. селото има 2825 декара землище, от които 1838 дка ниви, 600 дка пасища, 600 дка мери, 203 дка естествени ливади, 82 дка овощни и зеленчукови градини и др. и се отглеждат 217 овце, 118 говеда, 54 бивола и 47 коня. Основен поминък на селяните са земеделието и животновъдството. От началото на ХХ век започва да се развива овощарството чрез създаване на нови овощни градини. Развити са домашните занаяти, има няколко воденици.
Създадени са взаимно-спестовно кооперативно дружество „Свети Симеон“ (1913), читалище (1916) и училище (1922)
През 1951 г. е учредено ТКЗС „Георги Кирков“, което от 1982 г. е в състава на АПК – с. Коняво.
Селото е електрифицирано (1945) и водоснабдено (1942). Построени са кооперативен дом (1957), нови сгради на училището и четалището (1958) и помпена станция за напояване (1980). Главните улици са асфалтирани (1976).

## Религии
Село Долна Гращица принадлежи в църковно-административно отношение към Софийска епархия, архиерейско наместничество Кюстендил. Населението изповядва източното православие.

## Исторически, културни и природни забележителности
- Чешма с паметна плоча на загиналите в Отечествената война.
- Даутбегова кула.
- Расимбегова кула.

## Редовни събития
Ежегодно се провежда традиционен събор на Свети Симеон. Вече не

## Личности
- Димитър Попгеоргиев (1840 - 1907), български революционер, живял и починал в селото.